# Stazione di Kashiba
La stazione di Kashiba (香芝駅?, Kashiba-eki) è una stazione ferroviaria situata nella città omonima della prefettura di Nara in Giappone, ed è servita dalla linea Wakayama della JR West. 
Nelle vicinanze si trova la stazione di Kintetsu Shimoda servita dalla linea Kintetsu Ōsaka.

## Linee
JR West
■ Linea Wakayama

## Struttura
La stazione è costituita da un marciapiede laterale e uno a isola con tre binari passanti, collegati da una passerella sopraelevata al fabbricato viaggiatori, posto su un lato. Possiede servizi igienici, una biglietteria presenziata, e supporto alla bigliettazione elettronica ICOCA.
| 1 | ■ Linea Wakayama | per Ōji, Tennōji e JR Namba |
| 2 | ■ Linea Wakayama | binario di servizio         |
| 3 | ■ Linea Wakayama | per Takada, Sakurai e Gojō  |

## Stazioni adiacenti
| ≪              | Servizio       | ≫              |
| Linea Wakayama | Linea Wakayama | Linea Wakayama |
| -------------- | -------------- | -------------- |
| Shizumi        | Locale         | JR Goidō       |